# Konfirmation i Finland
Konfirmation bekräftar det kristna dopet genom en kyrklig akt, vilket i evangelisk-lutherska kyrkan i Finland numera främst innebär den första nattvardsgången. Såväl själva konfirmationen som kyrkans undervisning före nattvardsgången har anor från medeltiden.
Årligen konfirmeras drygt 80 % av varje årskull 15-åringar i den evangelisk-lutherska kyrkan i Finland. Konfirmandundervisningen kallas vanligen ”skriftskola” (finl.sv. vard. "skriban"), och omfattar lektioner om kristendom och oftast även ett skriftskolläger (finl.sv. vard. "skribaläger" eller "rippiläger"). Undervisningen är ca. 80 timmar och försiggår under en period på sex månader. Lägerskriftskolorna fick sin start på 1930-talet och blev allmänna på 1960-talet. Andelen 15-åringar som går skriftskolan har sedan länge varit högt i förhållande till andelen medlemmar i kyrkan. 
De flesta som går i skriftskolan konfirmeras. Konfirmation förutsätter att man är döpt, och en del odöpta ungdomar döps på skriftskollägret. Den vanligaste tidpunkten för konfirmationen brukar vara början av juni.
När man konfirmerats får man: 
- Bli fadder (gudmor/gudfar)
- Gifta sig i kyrkan
- Rösta och ställa upp i församlingsvalet (då man fyllt 16 år)

## Traditioner
Konfirmationen, som i finlandssvenska dialekter kallas att ”slippa fram”, ansågs långt fram i tiden vara en milstolpe där man blev ”torr bakom öronen”, d.v.s. betraktades som vuxen och kunde delta i t.ex. danstillställningar.
I äldre tid, d.v.s. ännu i början av 1900-talet inleddes konfirmationsperioden med läsförhör, där man lärde sig Fader vår och katekesen. Själva konfirmandundervisningen pågick fyra till sex veckor som fördelade sig över två terminer. Konfirmationen skedde vanligtvis under midsommarhelgen. Kyrkan var prydd med hägg- eller rönnkvistar och kransar av ängsblommor. Konfirmanderna tågade in i kyrkan i sina nya konfirmationskläder. Flickornas klänningar var under 1800-talet svarta. Under 1900-talets första år övergick man till vita klänningar. Det var ett mode som snabbt slog igenom, och ofta uppmuntrades av prästerna som betonade att konfirmationen var en glädjefest. Bruket av enhetliga vita albor över kläderna spreds på 1960-talet enligt modell från Sverige.
Under äldre tid fick prästen och klockaren presenter i form av t.ex. en penningsumma eller matvaror av konfirmandernas föräldrar. Gåvor till konfirmanderna är en nyare 1900-talssed.